# Sam Spiegel
Pour les articles homonymes, voir Spiegel.
Pour l'acteur français, voir Sam Spiegel (acteur).
Sam Spiegel est un producteur américain, né le 11 novembre 1901 dans une  famille juive à Jarosław (Autriche-Hongrie, aujourd’hui Pologne) et mort le 31 décembre 1985 sur l’île de Saint-Martin.

## Biographie
Né en Galicie, Autriche-Hongrie, il fit ses études à Vienne et alla ensuite en Palestine. Dans les années 1920 et 1930, il fit carrière dans le cinéma comme producteur. En 1942, il quitta l’Europe pour les États-Unis, où il fonda une compagnie de film en 1947.
Il a produit notamment L’Odyssée de l’African Queen, Le Pont de la rivière Kwaï (7 Oscars), Soudain l’été dernier et Lawrence d'Arabie (7 Oscars). Les films qu'il a produits ont remporté 37 Oscars au total.

## Accusations de harcèlement sexuel
L'actrice américaine Theresa Russell a déclaré que Spiegel lui avait adressé des propositions sexuelles alors qu'elle faisait sa première séance de casting pour le fim de 1976 Le Dernier Nabab. Dans une autre interview, elle a raconté : « J'avais seize ans et je vivais toujours chez mes parents, il m'emmena au restaurant [to the Bistro] et essaya d'enfoncer sa langue dans ma gorge. » Après qu'elle eut refusé de signer un contrat[pas clair] avec Spiegel, Russell « fut complètement laissée hors de la publicité pour Le Dernier Nabab » et Spiegel menaça d'empêcher Russell de travailler encore pour Hollywood,.
En 2015, l'actrice anglaise Lesley-Anne Down a évoqué ses expériences de harcèlement sexuel par Sam Spiegel dans les années 1970 : « Je suis allée dans son appartement et avant même que je n'aie dit bonjour, il avait enfoncé sa langue dans ma bouche. Il a ensuite fourré du parfum dans ma main et m'a invitée à entrer. Il y a eu un peu de poursuite autour des tables dans la pièce, mais pas de véritable passage à l'acte. Aujourd'hui, les actrices sont protégées par un entourage, mais à l'époque, nous ne l'étions pas. Je ne me rappelle pas être allée une fois à un rendez-vous sans m'attendre à ce qu'il se passe quelque chose. »

## Filmographie
- 1932 : Wenn zwei sich streiten
- 1933 : Les Requins du pétrole
- 1933 : Mariage à responsabilité limitée
- 1933 : Unsichtbare Gegner
- 1935 : The Invader
- 1939 : Derrière la façade
- 1942 : Six destins (Tales of Manhattan)
- 1946 : Le Criminel (The Stranger)
- 1949 : Les Insurgés (We Were Strangers)
- 1951 : When I Grow Up
- 1951 : The Prowler
- 1951 : L’Odyssée de l’African Queen (The African Queen)
- 1953 : La Valse de Monte-Carlo
- 1954 : Sur les quais (On the Waterfront)
- 1957 : Demain ce seront des hommes (The Strange One)
- 1957 : Le Pont de la rivière Kwaï (The Bridge on the River Kwai)
- 1959 : Soudain l’été dernier (Suddenly, Last Summer)
- 1962 : Lawrence d’Arabie (Lawrence of Arabia)
- 1966 : La Poursuite impitoyable (The Chase)
- 1967 : La Nuit des généraux (The Night of the Generals)
- 1967 : Les Détraqués (The Happening) d'Elliot Silverstein
- 1971 : Nicholas and Alexandra
- 1976 : Le Dernier nabab (The Last Tycoon)
- 1983 : Trahisons conjugales (Betrayal)

## Récompenses et nominations

### Récompenses

#### 1954
- 8 oscars pour Sur les quais d'Elia Kazan

#### 1962
- BAFTA
  - Meilleur film (avec David Lean) pour Lawrence d’Arabie
  - Meilleur film adapté (avec David Lean) pour Lawrence d’Arabie

#### 1963
- Oscar du meilleur film 1963 pour Lawrence d’Arabie

- Golden Globe du meilleur film dramatique 1963 (avec David Lean) pour Lawrence d’Arabie

#### 1964
- Prix David di Donatello du meilleur film étranger pour Lawrence d’Arabie